# Lecomtedoxa biraudii
Lecomtedoxa biraudii là một loài thực vật có hoa trong họ Hồng xiêm. Loài này được Aubrév. & Pellegr. mô tả khoa học đầu tiên năm 1961.